# Cañete la Real (kommun)
Cañete la Real är en kommun i Spanien.   Den ligger i provinsen Provincia de Málaga och regionen Andalusien, i den södra delen av landet, 400 km söder om huvudstaden Madrid. Antalet invånare är 1 901. Arean är 165 kvadratkilometer. Cañete la Real gränsar till Almargen, Teba, Ardales, El Burgo, Ronda, Cuevas del Becerro, Setenil de las Bodegas, Alcalá del Valle, Olvera, Algámitas och El Saucejo. 
Terrängen i Cañete la Real är huvudsakligen kuperad, men norrut är den platt.